# Oregoni Műszaki Intézet
Az Oregoni Műszaki Intézet (becenevén Oregon Tech) állami fenntartású felsőoktatási intézmény az Amerikai Egyesült Államok Oregon államának Klamath Falls városában; emellett Wilsonville-ben, Salemben és Seattle-ben is folyik oktatás.
Az intézményben közel ötven szakot indítanak, emellett a hallgatók többsége szakmai gyakorlatokon is részt vesz.

## Története
Az 1945. július 15-én alapított Oregoni Szakképző Intézet célja a második világháborúból visszatérő veteránok képzése volt. Az első kurzusok Winston Purvine irányításával egy megszűnt katonakórházban indultak. Az intézmény 1948-ban felvette az Oregoni Technikai Intézet nevet. Az 1947/48-as tanévben a hallgatók 98%-a háborús veterán volt; ez a szám 1950-ben 75% volt. A koreai háborúban itt képeztek hegesztőket és raktárkezelőket.
1953-ban a felsőoktatási szakképzés elnyerte a Mérnökök Előmeneteli Tanácsának akkreditációját. A KTEC rádióadó 1954-ben, a KOTI tévécsatorna pedig 1956-ban indult. Az intézményt az Északnyugati Szakképzési és Felsőoktatási Intézmények Szövetsége 1962-ben, az ABET pedig 1970-ben akkreditálta. A mesterképzés 1995-ben indult. A geotermikus hőközpontot 1975-ben adták át.
Az iskola 1964-ben elköltözött, 1973-ban pedig felvette mai nevét. 2012-től hivatalosan is becenevén hivatkoznak rá. A portlandi agglomerációban zajló képzéseket 2012-ben az InFocus egykori wilsonville-i telephelyén vonták össze. A kuratórium 2015-ben alakult meg.
Miután a szakszervezet és az intézmény vezetése ötszáz napon át nem tudtak megegyezni, a dolgozók 2021. április 26-án sztrájkba léptek; ez volt az oregoni állami felsőoktatási intézmények történetének első sztrájkja.

## Sport
Az egyetem férfisport-csapatait Owlsnak, a nőieket pedig Lady Owlsnak (néha Hustlin’ Owlsnak) nevezik. Az egyesület az 1993/94-es tanév óta a National Association of Intercollegiate Athletics tagjaként a Cascade Collegiate Conference-ben játszik. Danny Miles, a férfikosárlabda-csapat edzője a poszton eltöltött 43. évben, 2014. február 1-jén elérte ezredik győzelmét. A softballcsapat 2011-ben nemzeti bajnok lett.
A csapatok rendszeresen játszanak a Dél-oregoni Egyetem egyesületével.

## Fordítás
- Ez a szócikk részben vagy egészben  az   Oregon Institute of Technology című angol Wikipédia-szócikk ezen változatának fordításán alapul.  Az eredeti cikk szerkesztőit annak laptörténete sorolja fel. Ez a jelzés csupán a megfogalmazás eredetét és a szerzői jogokat jelzi, nem szolgál a cikkben szereplő információk forrásmegjelöléseként.